# 国書総目録
国書総目録（こくしょそうもくろく）とは、日本の近世以前（古代から慶応3年〈1867年〉まで）において日本人により著述・編纂・翻訳された書籍の所蔵先をまとめた岩波書店発行の目録である。全8巻、索引1巻。著作権を譲渡された国文学研究資料館が2020年からPDF版をウェブ上で無償提供している。日本の代表的な総合目録である。

## 編纂の概要
1939年（昭和14年）、岩波書店創業者の岩波茂雄の発案により、1897年（明治30年）から1900年（明治33年）に佐村八郎により刊行された『国書解題』を質・量ともに凌駕する国書の解題目録として企画され、辻善之助を編纂主任として編纂が開始された。翌1940年（昭和15年）には新村出が副主任として参加し、そのほか森末義彰・市古貞次・亀井孝らも加わった。同年7月、学界の有力者を帝国ホテルに招き、解題目録の刊行計画を公表して各界への協力を呼びかけた。このように大々的に公表したのは、同年2月に津田左右吉の岩波書店発行の著書が発禁処分にされ、津田と岩波が出版法違反で起訴（のちに執行猶予付きの有罪判決、その後控訴審で時効により免訴）されたことに対する抗議・弁明の意味もあったものとされる。
各地から書籍情報のカードを100万枚近く収集するとともに解題を各界の学者に依頼。地方・民俗学は柳田國男、神道は宮地直一・佐伯有義、仏教は藤堂祐範・山鹿三七、医学は藤浪剛一、経済は土屋喬雄が担当した。1943年（昭和18年）には第1巻を印刷し始めたが、1945年4月、太平洋戦争による空襲で組版作業中の印刷所が被害を受けたため中断し、書籍情報のカードを疎開させるなどした。
1955年（昭和30年）、戦後10年を過ぎて社会が安定したこともあり、編纂を再開。同年に主任の辻が死去し、新村も編纂から外れたため、森末・市古が中心となった。1957年、堤精二が新たに編纂に参加する。1958年（昭和32年）、戦前より事務主任を務め、企画の中心者であった梅徳（梅謙次郎の子）が交通事故死したことを契機に目的が変更され、「解題」ではなく「国書の総合所在目録」を刊行することとなり、『国書総目録』としての編纂が開始された。その後、1960年（昭和35年）までに更に約70万枚の書籍情報のカードを収集した後、戦前のものと合わせた約170万枚の中から約50万の書籍を厳選して目録に収録することとした（初めは1960年までの収集資料に限っていたが、各図書館・大学等の蔵書の増加・整理の進捗に伴い、適宜追記したり、補遺として最終巻に収録したりした）。
1963年（昭和38年）に第1巻が刊行され、1972年（昭和47年）に本文8巻が完成した後、1976年（昭和51年）に索引が刊行されて全巻が完結した。またその後、1989年（昭和64年/平成元年）から1991年（平成3年）、2001年（平成13年）から2003年（平成15年）にさらに追加・訂正をおこなった補訂版が刊行されている。
のちに著作権が国文学研究資料館に譲渡され、2020年（令和2年）4月3日から補訂版第1刷を底本としたPDF版がクリエイティブコモンズライセンス（CC BY-SA）でウェブ公開されている。

## 収録物について
目録への収録に、以下の条件を設けている。
- 日本人（日本に帰化した外国人を含む）の著作は、和文・漢文・英文を問わず収録している。
- 外国書をそのまま書写したものは収録しないが、日本人により改修・編纂されたものや翻訳されたもの、注釈をつけたものは収録する。ただし、句読点をつけただけのものや、注釈がわずかな書き込み程度のものは除く。
- 近世の庶民による史料は未整理のものが多いことから、収録していない場合が多い。
- 巻・冊単位ではない、紙一枚程度の書画・絵図・地図・古文書は収録しない。
- 絵巻物・書画帖は収録するが、拓本は収録しない。
- 一篇のみの文章は基本的に収録しないが、浄瑠璃・長唄などの歌謡の一篇は収録している。

## 各巻リスト
- 第1巻（あ〜お） 1963年、補訂版1989年・2001年
- 第2巻（か〜く） 1964年、補訂版1989年・2001年
- 第3巻（け〜さ） 1965年、補訂版1990年・2002年
- 第4巻（し） 1966年、補訂版1990年・2002年
- 第5巻（す〜て） 1967年、補訂版1990年・2002年
- 第6巻（と〜ひ） 1969年、補訂版1990年・2002年
- 第7巻（ふ〜よ） 1970年、補訂版1990年・2002年
- 第8巻（ら〜ん、叢書目録、補遺） 1972年、補訂版1990年・2002年
- 著者別索引 1976年、補訂版1991年・2003年